# Victoria cruziana
El irupe, irupé, yrupẽ , victoria  o  yacaré yrupe  (Victoria cruziana Orb. 1840, sin. V. trickerii) es una planta acuática endémica de las cuencas de los ríos Paraná y Paraguay. Parte del mismo género de Victoria amazonica y Victoria boliviana , la ninfácea más grande del mundo, es muy similar a ésta en apariencia, con enormes hojas circulares que flotan sobre la superficie del agua. Es más resistente a las bajas temperaturas que la V. amazonica y que la  V. boliviana, por lo que se cultiva con mayor facilidad. Forma parte integral del rico ecosistema de los humedales del Pantanal y los Esteros del Iberá, donde se integra a los embalsados y recubre grandes extensiones de aguas tranquilas.

## Características
V. cruziana es una acuática perenne en su hábitat natural, anual o bienal en cultivo en climas más fríos. Forma un rizoma sumergido, del que brota el sistema radical, fibroso y de color amarillento, que se fija al fondo de las aguas. De este brotan largos pecíolos flexibles, al cabo de los cuales se ubican las hojas flotantes. Presenta un marcado polimorfismo foliar; la primera hoja en brotar es de forma elíptica, hendida a lo largo, y carente del reborde que es distintivo de la forma final; la segunda mostrará ya forma entera, la tercera alcanza la forma circular de las hojas maduras, y a partir de la cuarta comienza a aparecer el distintivo reborde, que puede alcanzar los 10 cm de altura, con dos muescas para permitir el drenaje del agua.
Las hojas maduras alcanzan los dos metros de diámetro; son láminas circulares, peltadas, fuertes, con el margen entero, el haz glabro y dotado de una importante capa de cutícula, lo que ayuda a repeler el agua; poseen abundantes estomas. El envés puede presentar ocasionalmente estomas, presumiblemente no funcionales; es de color púrpura, con pubescencia multiseriada bien distintiva, y recubierto de fuertes aguijones multicelulares. Está reforzado por debajo con gruesas cuadernas de tejido poroso, con cavidades intercelulares rellenas de aire para facilitar la flotación. Toda la parte sumergida de la planta cuenta con duras y gruesas espinas que la protegen de los predadores. Las hojas pueden alcanzar los 60 kg de peso.

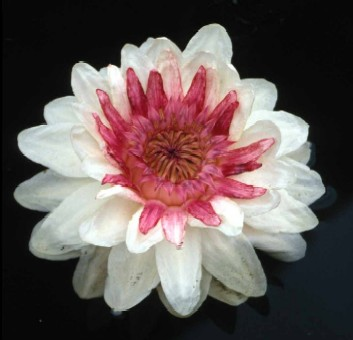
Flor; la mezcla de colores blanco y rosa es típica de las flores que crecen en un clima más fresco del natural para la flor.

Al mes de la aparición de las hojas definitivas, es decir, a mediados de primavera, aparece un capullo floral al cabo de un tallo de hasta 2,5 cm de ancho; es de color blanco y forma elongada, protegido por un cáliz de cuatro sépalos de tinte rosáceo y hasta 15 cm, desprovistos de espinas. Puede alcanzar los 30 cm de diámetro. Los pétalos exteriores son gruesos, con cámaras de aire que contribuyen a la flotación de la flor. De apertura nocturna, la flor es blanca en el día de su aparición; tiene hasta un centenar de pétalos de forma redondeada, con una distintiva fragancia semejante a la del ananá. Una reacción termoquímica eleva la temperatura de la flor hasta 20 °C más allá de la temperatura ambiente para colaborar con la difusión del aroma, que atrae a coleópteros, que quedan atrapados cuando la flor se cierra cerca del amanecer. El cierre demora alrededor de 20 minutos. Durante esta primera noche la flor posee sólo el aparato reproductor femenino, listo para recibir el polen transportado por los insectos polinizadores. Durante el segundo día desarrolla estambres, que recubren de polen a los insectos atrapados. Liberados al atardecer de la segunda noche, estos fertilizarán otra flor de este modo. Esta segunda noche la flor se vuelve perceptiblemente rosada en color. La autopolinización es posible, aunque más rara. Al amanecer del tercer día, la flor se cierra y se sumerge.
El fruto madura en inmersión; es una baya globosa, de color parduzco, cubierta de espinas, que contiene numerosas semillas de forma oval, negruzcas o verdosas.

## Hábitat y distribución
V. cruziana crece en aguas calmas de los sistemas de los ríos Paraná y Paraguay. Requiere mucho sol, que se asegura al evitar el alto reborde foliar la superposición de hojas, pero tolera temperaturas más bajas que V. amazonica, admitiendo hasta 20 °C. Se ha introducido en regiones templadas de todo el mundo para su cultivo como ornamental. En regiones templadas o de cambios bruscos en el nivel de agua su ciclo vital se hace anual o bienal normalmente.

## Cultivo

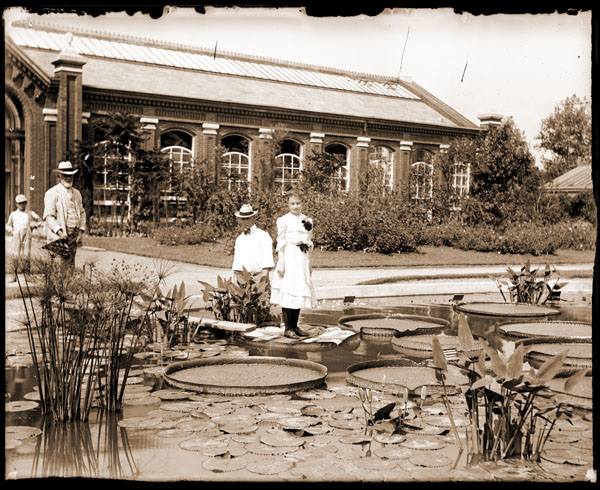
Mujer de pie sobre una hoja de Yrupẽ en el Jardín Botánico de Misuri, en 1902. Nótese la lámina de madera usada para distribuir el peso, y evitar que se desgarre la delicada hoja.

Para alcanzar su forma natural V. cruziana requiere estanques de buen tamaño, hasta 6 m de diámetro, pero si se controla la cantidad de tierra disponible para la expansión del sistema radical es posible obtener variedades con menos hojas, que pueden desarrollarse en entornos más reducidos. Es muy exigente en cuanto a fertilización, procediendo de un hábitat original en que la descomposición libera nutrientes en grandes cantidades en el suelo. Pueden ser necesarios 2 kg de fórmula NPK 20-20-20 por semana para una planta de gran tamaño.
En cultivo se han producido híbridos con V. amazonica. V. cruziana x amazonica se conoce con el nombre cultivar de 'Longwood'; es fértil, con características intermedias entre sus progenitores. El híbrido V. amazonica x cruziana es de obtención más reciente; data de 1998, y se conoce como 'Adventure'. Cada uno de estos pueden recruzarse con sus progenitores. Aunque los números cromosómicos son distintos (para V. cruziana 2n=24, para V. amazonica = 20), los resultados son viables.

## Tradición
Victoria cruziana (yrupé) tiene leyendas guaraníes, donde la describen y exponen la fuerza y belleza de su flor. A continuación se exponen dos leyendas.
En las orillas del río Paraná, vivía el cacique Ruichá Tacú, que gobernaba una tribu de hombres donde sobresalía uno: Pytá, quien estaba enamorado de Morotí, la hija de Ruichá Tacú. Pytá y Morotí, se amaban, pero siempre obstaculizaban su amor. Un día, Morotí paseaba con sus amigas cerca del río Paraná y presumió el amor que Pytá sentía por ella, lanzó su brazalete de oro al fondo del río y le dijo a sus amigas que, Pytá iba a recogerlo pues la amaba tanto que haría cualquier cosa por ella. Era muy peligrosa la propuesta de Morotí a Pytá, pues el río era muy bravo, sin embargo, ella dijo que Pytá era el mejor nadador. Llamó desesperada a su enamorado Pytá, diciéndole que se había caído su brazalete al río y que quería que lo recogiese. Con su inmenso amor, Pytá se tiró al río y nunca más salió, Morotí, impacientada, mandó a llamar al brujo para que le diga que había pasado. El brujo observó el río y dijo que Pytá estaba bien, pero que ahora estaba en el fondo de los mares con  I-Cuña-Payé, quien era la hechicera de los ríos, ella se había enamorado de él y le había prometido todas sus riquezas a cambio que se quede con ella, a lo que Pytá había accedido. 
Irritada, Morotî se lanzó a los ríos y logró salvarlo de las garras de I-Cuña-Payé, y al emerger a la superficie, salieron en forma de una hermosa flor de pétalos rojos y blancos, que así transformados, ofrecen su amor y belleza a todo el mundo. 
Hace tiempo, existió una joven india cuya belleza dejaba extasiados a quienes la observaban. Por eso la llamaron Jasy Ratá, que en guaraní quiere decir "luz de estrella". Vivía a orillas de la vasta laguna del yberá, que significa “aguas brillantes”.
Jasy Rata desde niña y noche tras noche, escapaba a hurtadillas de su choza para dejarse acariciar por los plateados rayos de la Luna que ejercía sobre ella una incontenible atracción. Seducción que, con el tiempo, se transformó en amor intenso y desesperado.
La joven sentía que el satélite tenía un sentimiento recíproco hacia ella y que, como prueba de su afecto, le obsequiaba cada noche la calidez de su luz. No había consuelo para ella cuando su enamorado faltaba a la cita o permanecía oculto tras las nubes y sólo se alegraba al volver a verlo.
Una noche escuchó el murmullo de los árboles sacudidos por el viento y creyó que era la voz de la Luna que la estaba llamando. Intentó entonces alcanzarla. Se trepó a la copa del árbol más alto pero fue inútil. Así fue como se echó a andar con sus pies descalzos siguiendo la trayectoria del amado inalcanzable. Atravesó selvas y llanuras hasta llegar a las montañas. Escaló hasta la cima más elevada dirigiendo sus manos para alcanzar su sueño. Pero su esfuerzo resultó en vano.
Y así regresó Jasy Ratá, con sus pies llagados por los escarpados caminos y una tristeza infinita que invadía su alma. Al llegar a la laguna sumergió sus pies heridos para calmar el dolor y descubrió extasiada que había ocurrido un milagro.
Allí estaba, flotando sobre el calmo espejo de las aguas, su amado junto al hermosos rostro de Jasy Ratá. La joven no vaciló. Se arrojó confiada para unirse al señor de sus sueños. En su enceguecida pasión confundió el reflejo con la realidad misma. Y su cuerpo adolescente se perdió en las tibias aguas.
Al día siguiente, la laguna toda se encontraba vestida de unas misteriosas plantas, de verdes hojas redondas y una fantástica flor, blanca y brillante, en cuyo centro palpitaban hilos de sangre roja como la sangre que había brotado de los pies heridos de Yasí Ratá.
Los guaraníes llamaron a esta extraña flor Yrupé, que significa ‘plato que lleva el agua’ y supieron que Tupá, su dios, compadecido por el desesperado amor de Jasy Ratá, la había transformado en aquella planta con forma de disco lunar, que cada noche cierra sus pétalos sobre las heridas, para abrirlos nuevamente al aparecer la Luna en el horizonte.